# Dickschädel (Film)
Dickschädel (Originaltitel: Here Comes the Navy) ist eine US-amerikanische Filmkomödie aus dem Jahr 1934. Das Drehbuch basiert auf einer Erzählung von Ben Markson.

## Handlung
Der Navy-Offizier Biff Martin gerät mit dem Arbeiter Chesty O’Connor in Streit, als er auf einer Feier mit Chestys Freundin Gladys Hawkins tanzt. Der Kampf, der daraufhin entbrennt, führt dazu, dass Chesty seine Arbeit verliert. Chesty meldet sich zur Navy. Nach dem 90 Tage dauernden Training werden Chesty und sein Freund Wilbur Mullins auf die Arizona geschickt, auf dem auch Biff Dienst tut. Da Biff Offizier ist, muss Chesty seinen Anordnungen folgen.
Biff erhält Besuch von seiner Schwester Dorothy. Chesty weiß nichts von der Verwandtschaft und versucht mit Dorothy anzubandeln. Er erfährt, dass sie als Telegrafistin auf dem Schiff arbeitet. Chesty und Wilbur suchen sie abends auf. Sie geben vor, Wilburs Mutter Geld für ihre neuen Zähne überweisen zu wollen. Dorothy lädt Chesty zu sich nach Hause zum Essen ein. Chestys Annäherungsversuch weist sie jedoch zurück. Nun kommt auch Biff an und wirft Chesty hinaus. Biff will, dass seine Schwester Chesty nicht mehr sieht. Doch Dorothy weist ihren Bruder zurecht, der sich besser mit Chesty anfreunden soll. Der wiederum verweigert Chesty die Erlaubnis zum Landgang für einen Besuch Dorothys. Chesty schleicht sich von Bord und will auch die Navy verlassen. Dorothy sagt ihm, dass sie niemals einen Fahnenflüchtling lieben könne. Chesty geht wieder an Bord und wird wegen Verlassen des Schiffes ohne Erlaubnis bestraft.
Die anderen Matrosen wollen mit Chesty nichts zu tun haben, weil er der Navy gegenüber negativ eingestellt ist. Dorothy verteidigt Biffs Maßnahmen. Das bringt Chesty gegen sie auf, und er verlässt sie. Dann erweist er sich als mutig, als er ein Feuer in der Waffenkammer des Schiffs eindämmen kann. Er wird mit einer Medaille geehrt, nimmt dies aber nicht ernst.
Zum Navy Day in San Pedro sollen Chesty und einige der Matrosen ein lenkbares Luftschiff dorthin bringen. Als das Luftschiff landet, hilft auch Biff mit, es festzumachen. Doch dabei verfängt er sich in den Seilen und wird in die Luft gezogen. Chesty fragt um Erlaubnis, Biff zu retten, doch die Erlaubnis wird verweigert. Trotzdem hangelt er sich das Seil hinunter zu Biff und kann mit ihm per Fallschirm sicher zur Erde zurückkehren. Chesty und Dorothy finden wieder zueinander. Bei der Hochzeit übergibt Biff die Braut an Chesty. Zum Schluss wird Chesty befördert. Er ist nun im Dienstrang höher als sein Schwager.

## Kritiken
Frank S. Nugent von der New York Times beschrieb den Film als temporeiche Komödie, die mit authentischem Navy-Material angereichert wurde.

## Auszeichnungen
1935 wurde der Film in der Kategorie Bester Film für den Oscar nominiert.

## Hintergrund
Die Premiere des Films fand am 20. Juli 1934 in New York statt.
Der Film ist die erste Zusammenarbeit von James Cagney und Pat O’Brien, die noch acht weitere Filme zusammen drehten.
Das Luftschiff, das gezeigt wurde, war die USS Macon, die als fliegender Flugzeugträger diente und 1935 bei einem Sturm abstürzte. Das Schlachtschiff USS Arizona, auf dem gedreht wurde, wurde beim Angriff auf Pearl Harbor am 7. Dezember 1941 von japanischen Bombern zerstört.
Die Idee zu der im Film gezeigten Rettungsszene beruhte auf einer wahren Begebenheit, die zwei Jahre zuvor passierte. Drei Männer wurden in von Halteseilen in die Luft gezogen, als das Schwesterschiff der Macon, die USS Akron, versehentlichem Ballastabwurf wieder stieg. Einer der Matrosen konnte sich an Bord der Akron retten, seine beiden Kameraden stürzten ab und fanden den Tod.